# Walter Avogadri
Walter Avogadri (ur. 27 stycznia 1948 w Covo) – włoski kolarz torowy i szosowy, brązowy medalista torowych mistrzostw świata.

## Kariera
Największy sukces osiągnął w 1976, gdy zdobył brązowy medal w wyścigu ze startu zatrzymanego zawodowców podczas mistrzostw świata w Lecce. W zawodach tych wyprzedzili go jedynie Wilfried Peffgen z RFN i Cees Stam z Holandii. Był to jedyny medal wywalczony przez Avogadriego na międzynarodowej imprezie tej rangi. Dwukrotnie zdobywał medale torowych mistrzostw kraju, w tym w 1976  zwyciężył w wyścigu ze startu zatrzymanego. Nigdy nie startował na igrzyskach olimpijskich. Startował także w wyścigach szosowych, jednak nie osiągnął większych sukcesów.